# Mila (botánica)
Mila  es un género de plantas de la familia Cactaceae. Comprende 16 especies descritas y de estas, solo 3 aceptadas.

## Características
Son cactus de tallos cilíndricos, postrados, de unos 30 cm de largo por 4 de diámetro, crece formando colonias. Posee numerosas costillas bajas cubiertas de espinas. Las flores son diurnas de color amarillo. Los frutos pequeños, globulares, desnudos, verdes o rojizos y jugosos. Las semillas son negras tuberculadas y alargadas.

## Taxonomía
El género fue descrito por Britton & Rose y publicado en The Cactaceae; descriptions and illustrations of plants of the cactus family 3: 211. 1922. La especie tipo es: Mila caespitosa Britton & Rose
Etimología
Mila: nombre genérico que es el anagrama de Lima, Perú, donde se describieron.

## Especies aceptadas
A continuación se brinda un listado de las especies del género Mila (botánica) aceptadas hasta abril de 2015, ordenadas alfabéticamente. Para cada una se indica el nombre binomial seguido del autor, abreviado según las convenciones y usos.	
- Mila caespitosa Britton & Rose
- Mila colorea F. Ritter
- Mila nealeana Backeb.